# Melissinae
Melissinae, podtribus medićevki, dio tribusa Ocimeae. Sastoji se od dva roda iz Staroga svijeta (Europa i Azija), tipičnog matičnjaka (Melissa) i heterolamijuma, ukupno 6 vrsta.

## Rodovi
1. Melissa L. (4 spp.)
2. Heterolamium C.Y.Wu (2 spp.)